# Cryptolestes pusilloides
Cryptolestes pusilloides là một loài bọ cánh cứng trong họ Laemophloeidae. Loài này được Steel & Howe miêu tả khoa học năm 1952.